# Stanislav Ježek
Stanislav Ježek, född den 21 november 1976 i Prag, Tjeckoslovakien, är en tjeckisk kanotist.
Han tog VM-guld i C-1 lag i slalom 2002 i Bourg St.-Maurice.